# Issa Rae

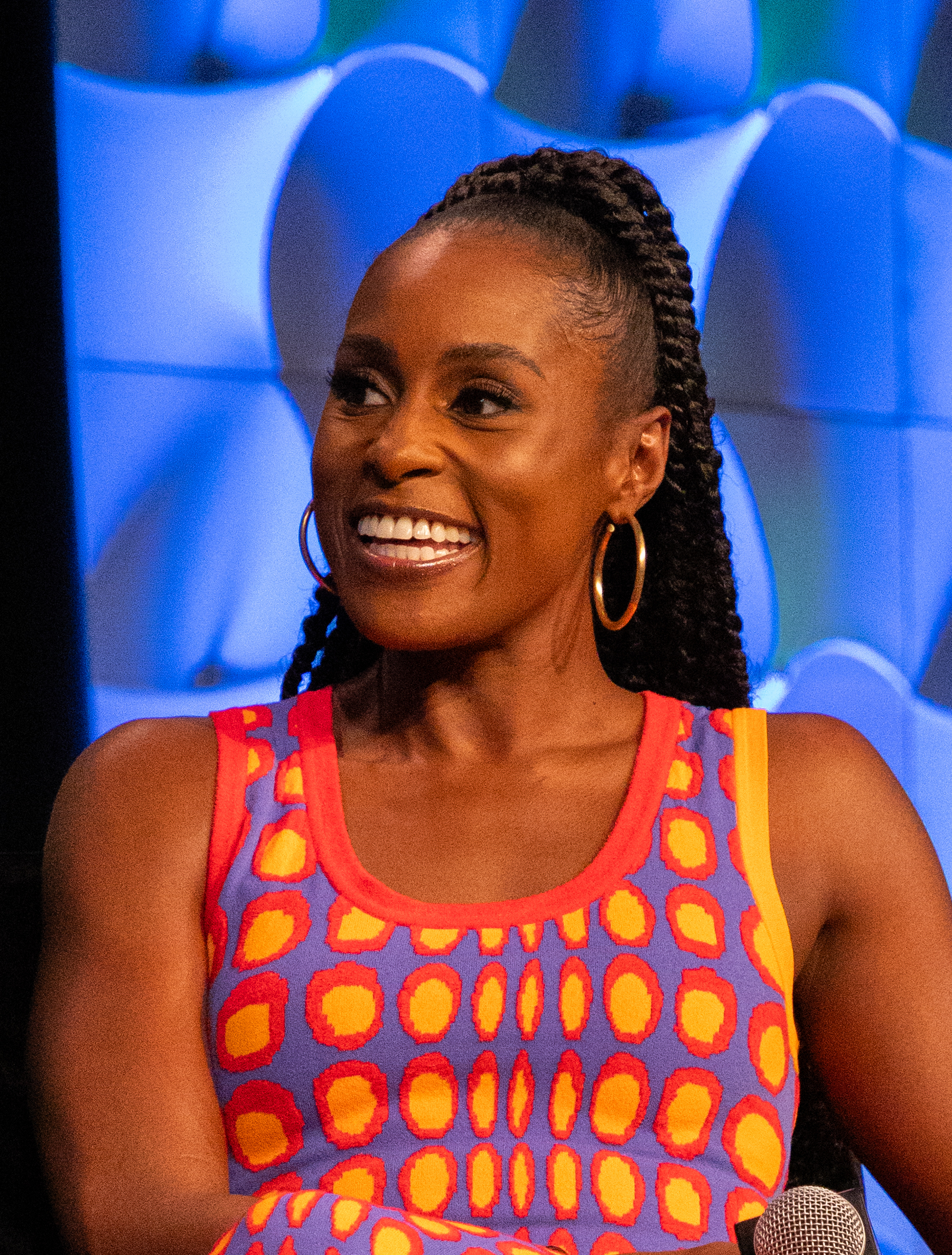
Issa Rae (2025)

Issa Rae (* 12. Januar 1985 in Los Angeles, Kalifornien als Jo-Issa Rae Diop) ist eine US-amerikanische Schauspielerin, Filmproduzentin, Drehbuchautorin und Regisseurin. Bekannt wurde sie 2011 mit der von ihr produzierten YouTube-Serie The Misadventures of Awkward Black Girl. 2013 kreierte sie für HBO die Fernsehserie Insecure. Für ihre Hauptrolle in Insecure wurde sie 2017 und 2018 für einen Golden Globe sowie 2018 und 2020 für einen Emmy nominiert.

## Leben
Issa Rae wurde als Tochter eines aus dem Senegal stammenden Mediziners geboren, ihre Mutter kommt aus Louisiana. Die beiden lernten sich während eines Studienaufenthaltes in Frankreich kennen. Nach einigen Umzügen ließen sich die Eltern mit ihren fünf Kindern in View Park-Windsor Hills nieder. 1988 übersiedelten sie nach Dakar, der Heimatstadt ihres Vaters, rund zwei Jahre später kehrten sie nach Windsor Hills zurück.
Rae besuchte die King/Drew Magnet High School of Medicine and Science, wo sie erste Bühnenerfahrungen sammelte und an Schulaufführungen teilnahm. Anschließend studierte sie an der Stanford University Afrikastudien und African American studies im Hauptfach. Das Studium schloss sie 2007 ab. Während des Studiums begann sie mit dem Schreiben, unter anderem adaptierte sie School Daze von Spike Lee für die Bühne. Außerdem produzierte sie erste Videos für das 2005 gegründete Videoportal YouTube. Nach dem Studium erhielt sie ein Stipendium des Public Theaters in New York City.
Ab 2011 produzierte sie die YouTube-Serie The Misadventures of Awkward Black Girl, zu der sie das Drehbuch schrieb, bei der sie Regie führte und in der sie die Hauptrolle spielte. Aufgrund des Erfolges der Serie erhielt sie Anfragen von verschiedenen Produktionsgesellschaften und Sendern, so auch 2013 vom Sender HBO, für den sie in der Folge das Konzept zur Serie Insecure lieferte. Die erste Staffel wurde ab 2016 erstmals ausgestrahlt, 2018 gab HBO die vierte Staffel in Auftrag. Rae spielt darin die Hauptrolle der Issa Dee.  Für ihre Darstellung in Insecure wurde sie unter anderem 2017 und 2018 für einen Golden Globe und 2018 für einen Emmy nominiert und im Rahmen der Satellite Awards 2018 in der Kategorie Beste Darstellerin in einer Serie – Komödie/Musical ausgezeichnet. Anfang 2021 wurde das Ende der Serie nach der fünften Staffel bekannt.
2014 listete Forbes sie als eine der 30 Under 30 in der Kategorie Hollywood & Entertainment. 2015 veröffentlichte sie ihre Memoiren unter dem Titel The Misadventures of Awkward Black Girl, die auf der Bestsellerliste der New York Times landeten. 2019 wurde sie in den USA nach John Legend die zweite prominente Stimme für Google Assistant. 2020 war sie an der Seite von Kumail Nanjiani in der auf Netflix veröffentlichten Filmkomödie The Lovebirds von Michael Showalter in der Rolle der Werbefrau Leilani zu sehen sowie in The Photograph an der Seite von Lakeith Stanfield in der Rolle der Mae. Für die HBO-Serie Gang’s All Queer: The Lives of Gay Gang Members übernahm sie mit ihrer Firma Hoorae zusammen mit Montrel McKay die Produktion. 2022 wurde die von Issa Rae für HBO entwickelte Reality-Serie Sweet Life: Los Angele nach zwei Staffeln abgesetzt.
Im Sommer 2021 wurde sie Mitglied der Academy of Motion Picture Arts and Sciences. Im Juli 2021 heiratete sie den Unternehmer Louis Diame.

## Publikationen
- 2015: The Misadventures of Awkward Black Girl, 37 Ink/Atria – Simon & Schuster, New York 2015, ISBN 978-1-4767-4905-1 / ISBN 978-1-4767-4907-5

## Filmografie (Auswahl)

### Als Schauspielerin
- 2012: The Couple (Fernsehserie) – Exes and Texts
- 2011–2013: The Misadventures of Awkward Black Girl
- 2012–2013: The Number
- 2013: Little Horribles – Sexual Activity
- 2013: True Friendship Society – Pilot Part Two
- 2013: Orange Is the New Black and Sexy
- 2013: My Roommate the – Awkward Black Girl
- 2013: Instacurity – The Birthday Party
- 2013: Pharrell Williams: Happy (Musikvideo)
- 2013: Little Horribles (Kurzfilm)
- 2014: Rubberhead (Fernsehfilm)
- 2015: Protect and Serve (Kurzfilm)
- 2015: A Bitter Lime
- 2016–2021: Insecure
- 2017: Jay-Z: Moonlight (Musikvideo)
- 2018: Drake: Nice for What (Musikvideo)
- 2018: The Hate U Give
- 2018: BoJack Horseman (Fernsehserie; Stimme)
- 2019: Little
- 2020: Die Turteltauben (The Lovebirds)
- 2020: The Photograph
- 2022: Roar – Die Frau, die verschwand (Fernsehserie)
- 2022: Rache auf Texanisch (Vengeance)
- 2023: Spider-Man: Across the Spider-Verse
- 2023: Barbie
- 2023: Amerikanische Fiktion (American Fiction)
- 2025: Doechii DENIAL IS A RIVER (Genius Musikvideo)
- 2025: Black Mirror (Fernsehserie)

### Als Produzentin
- 2012: M.O. Diaries
- 2013: The Misadventures of Awkward Black Girl
- 2013: How Men Become Dogs
- 2013: Little Horribles
- 2013: Inside Web Series
- 2013: Black Actress
- 2013–2014: Roomieloverfriends
- 2014: Hard Times (Kurzfilm)
- 2014: So Jaded
- 2014: Words with Girls
- 2014: Bleach
- 2015: Protect and Serve (Kurzfilm)
- 2013–2015: The Choir
- 2014–2015: First
- 2015: Get Your Life
- 2016: Killing Lazarus
- 2016–2021: Insecure
- 2017: Insecure: Due North
- 2019: A Black Lady Sketch Show
- 2025: One of Them Days

### Als Drehbuchautorin
- 2012: The Misadventures of Awkward Black Girl
- 2013–2015: The Choir
- 2014: Black Twitter Screening (Kurzfilm)
- 2016–2021: Insecure (Fernsehserie)

### Als Regisseurin
- 2011: The Misadventures of Awkward Black Girl
- 2013: The Choir

## Auszeichnungen und Nominierungen
BET Awards
- 2017 und 2018: Nominierung in der Kategorie Beste Schauspielerin für Insecure
- 2019: Nominierung in der Kategorie Beste Schauspielerin für Insecure und Little
- 2020: Auszeichnung in der Kategorie Beste Schauspielerin für Insecure, The Photograph und The Lovebirds[18][19]

Critics’ Choice Television Award
- 2019: Nominierung in der Kategorie Beste Hauptdarstellerin in einer Comedyserie für Insecure
- 2021: Nominierung in der Kategorie Beste Hauptdarstellerin in einer Comedyserie für Insecure[20]
- 2022: Nominierung in der Kategorie Beste Hauptdarstellerin in einer Comedyserie für Insecure[21]

Emmy
- 2018: Nominierung in der Kategorie Beste Hauptdarstellerin – Comedyserie für Insecure
- 2020: Nominierung in der Kategorie Beste Hauptdarstellerin – Comedyserie für Insecure[22]
- 2022: Nominierung in der Kategorie Beste Hauptdarstellerin – Comedyserie für Insecure[23]

Golden Globe Awards
- 2017: Nominierung in der Kategorie Beste Serien-Hauptdarstellerin – Komödie oder Musical für Insecure
- 2018: Nominierung in der Kategorie Beste Serien-Hauptdarstellerin – Komödie oder Musical für Insecure
- 2022: Nominierung in der Kategorie Beste Serien-Hauptdarstellerin – Komödie oder Musical für Insecure[24]

MTV Movie & TV Awards
- 2017: Nominierung in der Kategorie Next Generation
- 2018: Nominierung in der Kategorie Bester Schauspieler in einer Show für Insecure
- 2021: Nominierung in der Kategorie Best Comedic Performance für Insecure[25]

NAACP Image Award
- 2021: Auszeichnung in der Kategorie Beste Hauptdarstellerin in einer Comedy-Serie für Insecure
- 2021: Nominierung in der Kategorie Beste Hauptdarstellerin für The Photograph
- 2021: Nominierung in der Kategorie Bestes Drehbuch in einer Comedy-Serie für Insecure – Lowkey feelin’ Myself
- 2021: Nominierung in der Kategorie Bester Gaststar für Saturday Night Live
- 2022: Auszeichnung in der Kategorie Beste Serien-Hauptdarstellerin – Comedy für Insecure[26]
- 2022: Auszeichnung  in der Kategorie Outstanding Writing in a Comedy Series für Insecure, Folge 510 Everything’s Gonna Be, Okay?![27]

People’s Choice Award
- 2020: Nominierung in der Kategorie The Comedy TV Star of 2020 für Insecure[28][29]

Satellite Awards
- 2017: Nominierung in der Kategorie Beste Darstellerin in einer Serie – Komödie/Musical für Insecure
- 2018: Auszeichnung in der Kategorie Beste Darstellerin in einer Serie – Komödie/Musical für Insecure
- 2020: Nominierung in der Kategorie Beste Darstellerin in einer Serie – Komödie/Musical für Insecure[30]